# Європейський журнал корпоративного права
The Europäische Zeitschrift für Wirtschaftsrecht (Європейський журнал комерційного права. Revue Européenne de Droit Économique ,ISSN 0937-7204) — академічний журнал, який спеціалізується на європейському праві з особливим акцентом на бізнес-праві. Він був заснований у 1990 році та видається CH Beck. Видання виходять раз на два місяці.